# Novik (1911)
Novik byl torpédoborec postavený v letech 1911–1913 pro ruské carské námořnictvo jako prototyp nového typu velkých torpédoborců. V době svého dokončení Novik patřil mezi největší a nejrychlejší torpédoborce světa. Novik se stal vzorem pro velkou sérii moderních torpédoborců několika tříd (Bespokojnyj, Lejtěnant Ilin, Orfej, Gavril, Izjaslav, Kerč a Gogland), vyznačujících se turbínovým pohonem, výkonnými 102mm kanóny a silnou baterií 457mm torpédometů.

## Stavba

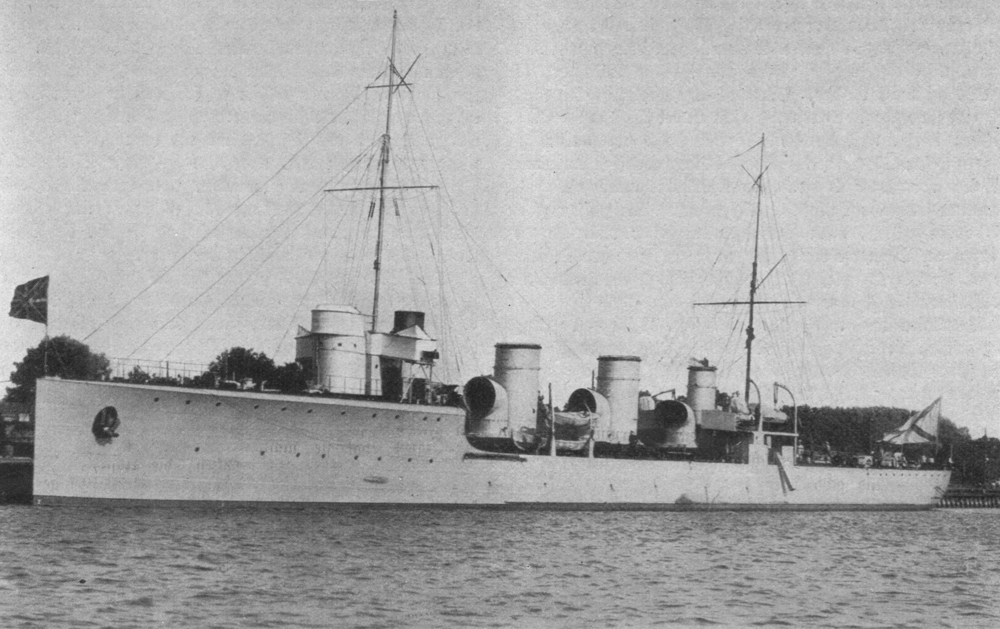
Novik po spuštění na vodu

Torpédoborec postavila Putilovská loděnice v Petrohradu. Stavba byla zahájena v srpnu 1910, trup byl na vodu spuštěn 4. července 1911 a v září 1913 byl Novik přijat do služby.

## Konstrukce

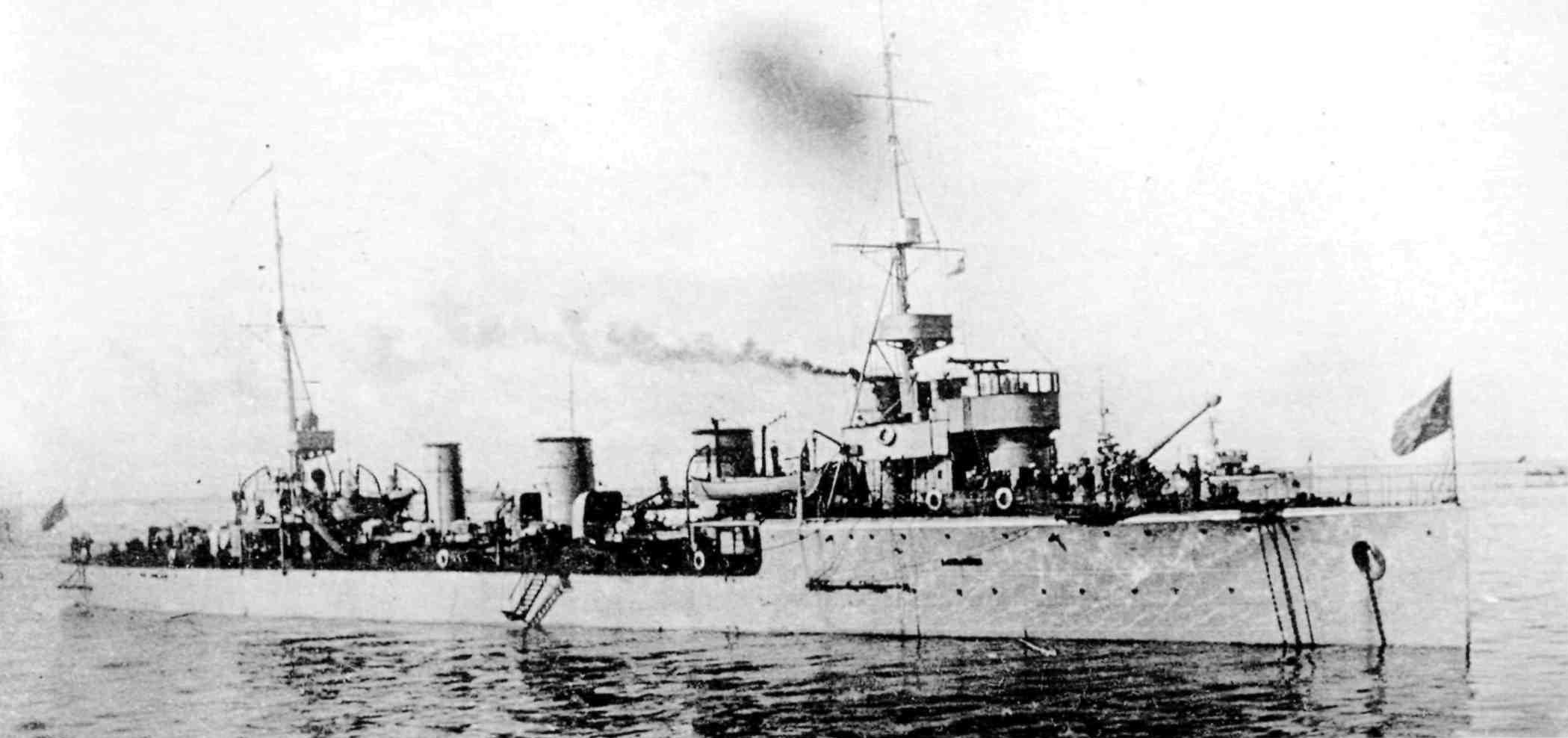
Torpédoborec Novik již jako sovětský Jakov Sverdlov

Výzbroj tvořily čtyři 102mm kanóny, čtyři 7,62mm kulomety, čtyři dvojité 457mm torpédomety a až 80 min. Pohonný systém o výkonu 35 100 hp se skládal ze tří parních turbín AEG a šesti kotlů Vulkan, pohánějících tři lodní šrouby. Nejvyšší rychlost dosahovala 36 uzlů. Dosah byl 1800 námořních mil při rychlosti 16 uzlů.

### Modernizace
Mezi válkami byl upraven na vůdčí loď torpédoborců. V roce 1929 jeho výzbroj tvořily čtyři 102mm kanóny, jeden 76mm kanón, tři trojhlavňové torpédomety, dvě skluzavky hlubinných pum a až 58 námořních min.

## Služba
Torpédoborec byl za první světové války nasazen na Baltu. Po říjnové revoluci roku 1917 se stal součástí sovětského námořnictva a dostal nové jméno Jakov Sverdlov. Bojově byl nasazen rovněž za druhé světové války. Dne 28. srpna 1941 se na cestě z Tallinnu do Kronštadtu potopil na mině.